# Wayne C. Booth
Wayne Clayson Booth (* 22. Februar 1921 in American Fork, Utah; † 10. Oktober 2005 in Chicago) war ein amerikanischer Literaturwissenschaftler.

## Leben
Booth wurde 1921 in Utah geboren. 1944 beendete er sein Studium an der Brigham Young University mit einem Bachelor’s Degree. Nach seinem Einsatz in der US Army im Zweiten Weltkrieg, heiratete er 1946 Phyllis Barnes und zog nach Chicago. An der University of Chicago studierte und promovierte Booth in Englischer Literatur.
Wayne Booth wurde 1962 Professor zunächst am Haverford College und Earlham College, später an der Universität von Chicago. 1972 wurde er in die American Academy of Arts and Sciences gewählt. Seit 1992 war er gewähltes Mitglied der American Philosophical Society.
1992 wurde Booth emeritiert. Zuletzt war er George M. Pullman Distinguished Service Professor Emeritus of English.

## Werk
1961 verfasste Wayne Booth das Buch „The Rhetoric of Fiction“. Weitere bedeutende Werke waren „A Rhetoric of Irony“ (1974) und „The Company We Keep“ (1988).
Zu Booths einflussreichsten Begriffsbildungen gehörte das Konzept des impliziten Autors. Mit der Bezugnahme auf diese fiktive innertextuelle Instanz wich Booth von der herrschenden Schule des New Criticism ab. Booth formulierte damit wichtige Grundlagen der Rezeptionsästhetik und der Erzähltheorie.
Booth prägte auch den Begriff des Unzuverlässigen Erzählers.

## Werke
- A Rhetoric of Irony, University of Chicago Press 1975, ISBN 0-226-06553-7.
- Critical Understanding. The Powers and Limits of Pluralism, University of Chicago Press 1982, ISBN 0-226-06555-3.
- The Rhetoric of Fiction, University of Chicago Press 1983, ISBN 0-226-06558-8 (dt. Die Rhetorik der Erzählkunst, 2 Bände, 1974).
- The Company We Keep, University of Chicago Press 1990, ISBN 0-520-06210-8.
- zusammen mit Marshall W. Gregory: Harper and Row Rhetoric. Writing As Thinking, Thinking As Writing, Harpercollins 1991, ISBN 0-06-040835-9.
- zusammen mit Louise M. Rosenblatt: Literature as Exploration, Modern Language Association of America 1996, ISBN 0-87352-567-1.
- zusammen mit Gregory G. Colomb und Joseph M. Williams: The Craft of Research, University of Chicago Press 2003, ISBN 0-226-06568-5.
- Rhetoric of Rhetoric. The Quest for Effective Communications, Blackwell Publishers 2004, ISBN 1-4051-1237-9.

## Sekundärliteratur
- Frederick J. Antczak (Hrsg.): Rhetoric and Pluralism: Legacies of Wayne Booth. Ohio State University Press, Columbus OH 1995. ISBN 0-8142-0642-5 (Digitalisat auf den Seiten des Verlags im Vollzugriff).